# Sonchus macrocarpus
Sonchus macrocarpus là một loài thực vật có hoa trong họ Cúc. Loài này được Boulos & C.Jeffrey miêu tả khoa học đầu tiên năm 1969.